# 沃爾格林聯合博姿
沃爾格林聯合博姿（Walgreens Boots Alliance, Inc.）是一家由沃尔格林和联合博姿合并形成的控股公司，其下包含沃尔格林、博姿和其他一些制药、药品销售公司。沃尔格林在2014年12月31日用49亿美元现金和价值107亿美元的普通股买下联合博姿。合并后联合博姿已不存在，而沃尔格林仍为其旗下子公司。同日，该公司在纳斯达克上市。
2025年3月6日，沃爾格林聯合博姿（Walgreens Boots Alliance）宣布以100亿美元的交易价格被私募机构梧桐投资（Sycamore Partners）收购，结束了其长达近百年的上市历程